# Corinne Sinclair
Corinne Sinclair, est une chanteuse et auteur-compositeur française.

## Biographie
Après un 45t de Heavy Rock psychédélique avec Indiana en 1971, elle a poursuivi quelques années une carrière de chanteuse de variétés. Elle a ensuite écrit pour d'autres comme Salt & Pepper (My baby Lou, 1980), Vanessa (Mon pote le monstre, 1986), Christine Roque (Premiers frissons d'amour en 1987, classé 18 semaines au top50, 3 semaines en 10e position; Rêves Impudiques / Laisse-Moi Tranquille etc.), Les Pompadours (Y'a Qu' L'amour, 1987), Isadora (Un garçon m'attend, 1988), Élodie et Bruno (Ne me laisse plus seul, 1989), René Joly (CD Mon Royaume De Cailloux, 2009) et des chanteuses Disney comme Anne Meson (1, 2, 3 soleil, Clarisse attrape les étoiles, Les P'tits loups, etc.) et Séverine Clair (Pinocchio).

## Discographie partielle
- 1971 Coreen Sinclair et INDIANA, "For little birds", Little birds / Hey man, 45t, EMI
- 1972 Coreen Sinclair, Elle était si belle la terre / C’est pour cela que je t’aime, 45t, Vogue
- 197? Corinne Sinclair, Misère, misère / Je rêvais d'être une star, 45t, Charles Talar (BMG)
- 1978 Corinne Sinclair, J'ai Un Point Au Cœur, 33t, EMI
- 1978 Corinne Sinclair, Aurélie // Comme / Le royaume des fous, maxi 45t, EMI
- 1979 Corinne Sinclair, À toute allure sur ma 125 / Comme, 45t, EMI
- 1983 Corinne Sinclair, Make up / Pulsions bizarres, 45t, RCA
- 1984 Corinne Sinclair, Johnny, Johnny (Holland - Dozier - Holland - Corinne Sinclair) / Tout contre vous, 45t, RCA / Victor. Adaptation de "Where did our love go" des Supremes.